# مارک دایس
مارک دایس (انگلیسی: Mark Dice؛ زادهٔ ۲۱ دسامبر ۱۹۷۷) پدیدآور، یوتیوبر، و روزنامه‌نگار اهل ایالات متحده آمریکا است.